# Leucopis populicola
Leucopis populicola is een vliegensoort uit de familie van de Chamaemyiidae. De wetenschappelijke naam van de soort is voor het eerst geldig gepubliceerd in 1972 door Tanasijtshuk.